# 立谷沢川
立谷沢川（たちやざわがわ）は、山形県東田川郡庄内町を流れる一級河川で、最上川水系の支流である。

## 地理
月山に源を発し、北に流れ、庄内町清川河川敷近くで陸羽西線と国道47号を横切り最上川に合流する。
上流部は月山から噴出した火山砕屑物からなる地質であり、大規模な地すべりが密集している。その流出した土砂が最上川を閉塞させ、庄内平野の洪水氾濫の原因となった。合流地点には立谷沢川からの土砂が多く堆積している。対策としては、砂防堰堤の整備や流路工の工事を行い土砂を防いでいる。
立谷沢川は東北地方建設局の調査で「東北一きれいな川」に選ばれたこともある河川で、2008年6月25日には山形県の河川で唯一平成の名水百選に選ばれた。
最上川に合流する庄内町肝煎に北楯大堰疎水始点（北緯38度46分44.0秒 東経140度01分11.5秒 / 北緯38.778889度 東経140.019861度）がある。

## 歴史
『義経記』に「……この清川と申すは羽黒権現の御手洗（みたらせ）なり。月山の禅定（ぜんじょう）より 北の腰に流れ落ちけり。熊野には岩田川、羽黒には清川とて、流れ清き名水なり。ここにて垢離をかき、権現を伏しおがみ奉る……」という一節がある。「月山の禅定から北の腰に流れ落ちる」川は立谷沢川しかないことから、立谷沢川は江戸時代以前には「清川」と呼ばれていたと考えられている。

## 支流
- 赤沢川
- 玉川
- 山造川
- 濁沢
- 本沢

## ダム
- 六淵ダム - 1952年9月30日に完成した砂防堰堤。重力式玉石コンクリート造。

## 河川公園
清川河川公園
立谷沢川と最上川の合流地点である清川地区に清川河川公園が存在する。川遊び体験ができるほか、 親水広場、河川グラウンド、多目的広場などが整備されている。かまども設置され、キャンプや芋煮会をすることもできる。